# Osmia subaustralis
Osmia subaustralis är en biart som beskrevs av Cockerell 1900. Osmia subaustralis ingår i släktet murarbin, och familjen buksamlarbin. Inga underarter finns listade i Catalogue of Life.